# Malhada dos Bois
Malhada dos Bois é um município brasileiro do estado de Sergipe.

## História
Malhada dos Bois é um município brasileiro do estado de Sergipe, que fazia parte do município de Propriá, tendo se emancipado em 1953.

## Geografia
Localiza-se a uma latitude 10º20'58" sul e a uma longitude 36º55'27" oeste, estando a uma altitude de 120 metros. Sua população estimada em 2004 era de 3.546 habitantes.
Possui uma área de  59,34 km².